# Tim Choate
Tim Choate (* 11. Oktober 1954 in Dallas als Timothy Clark Choate; † 24. September 2004 in Los Angeles) war ein US-amerikanischer Schauspieler.

## Leben und Wirken
Choate erwarb 1977 einen Abschluss in Schönen Künsten an der University of Texas. Nach einer Produktion am Broadway gab er sein Filmdebüt im Jahr 1979 in der Literaturverfilmung von Die Europäer in der Rolle des Clifford Wentworth. Unter der Regie von James Ivory spielte er an der Seite von Lee Remick, Tim Woodward und Kristin Griffith. Im darauffolgenden Jahr übernahm er, erneut unter der Regie von James Ivory, in dem Film Jane Austen in Manhattan neben Anne Baxter und Robert Powell die Rolle des Jamie. Neben zwei weiteren Engagements am Broadway spielte er in vielen Serien mit, beispielsweise verkörperte er von 1987 bis 1990 in neunzehn Folgen der US-amerikanischen Daily Soap Reich und Schön den Charakter des Tommy Bayland. In der Science-Fiction-Serie Babylon 5 war er in der Rolle des Zathras zu sehen.
Er starb 2004 bei einem Motorradunfall und wurde auf dem Forest Lawn Memorial Park im kalifornischen Glendale beigesetzt.

## Filmografie (Auswahl)
- 1979: Die Europäer (The Europeans)
- 1980: Jane Austen in Manhattan
- 1985: Def-Con 4 – Das letzte Kommando (Def-Con 4)
- 1987–1990: Reich und Schön (The Bold and the Beautiful, Fernsehserie, 19 Folgen)
- 1981: Zurück bleibt die Angst (Ghost Story)
- 1991: Lieblingsfeinde – Eine Seifenoper (Soapdish)
- 1993: Rauchende Colts: Der lange Ritt (Gunsmoke: The Long Ride)
- 1994–1997: Babylon 5 (Fernsehserie, 4 Folgen)
- 1996: Frasier (Fernsehserie, 1 Folge)
- 1997: Dark Skies – Tödliche Bedrohung (Dark Skies, Fernsehserie, 1 Folge)
- 2001: Pearl Harbor
- 2002: Practice – Die Anwälte (The Practice, Fernsehserie, 1 Folge)
- 2003: Cold Case – Kein Opfer ist je vergessen (Cold Case, Fernsehserie, 1 Folge)
- 2004: American Dreams (Fernsehserie, 1 Folge)